# Episodi di Doraemon (serie animata 1979) (quattordicesima stagione)
Questa è la lista degli episodi della quattordicesima stagione dell'anime 1979 di Doraemon.

## Episodi
| Nº Ja | Nº It | Titolo italiano Giapponese 「Kanji」 - Rōmaji                                            | In onda           | In onda           |
| Nº Ja | Nº It | Titolo italiano Giapponese 「Kanji」 - Rōmaji                                            | Giapponese        | Italiano          |
| 1129  | 392   | La caccia al tesoro 「宝さがしに行こう」 - Takara sa ga shi ni iko u                     | 10 gennaio 1992   | 15 aprile 2005    |
| 1130  | 393   | Il rivale 「ガチガチン」 - Gachigachin                                                   | 17 gennaio 1992   | 18 aprile 2005    |
| 1131  | 394   | Voglia di caldo 「空まです通しフレーム」 - Sora made su tooshi furēmu                    | 24 gennaio 1992   | 19 aprile 2005    |
| 1132  | 395   | Voglia di primavera 「春風うちわ」 - Shunpuu uchiwa                                      | 31 gennaio 1992   | 20 aprile 2005    |
| 1133  | 396   | Super Gian 「スーパージャイアン」 - Sūpājaian                                            | 7 febbraio 1992   | 21 aprile 2005    |
| 1134  | 397   | Tuoni, che paura! 「カミナリだいこ」 - Kaminari da iko                                   | 14 febbraio 1992  | 22 aprile 2005    |
| 1135  | 398   | Il presta-tutto 「ムリヤリ借用書」 - Muri yari shakuyou sho                              | 21 febbraio 1992  | 26 aprile 2005    |
| 1136  | 399   | Il rimpiazzapersone 「身代わり紙人形」 - Migawari shi ningyou                            | 28 febbraio 1992  | 27 aprile 2005    |
| 1137  | 400   | Il distributore automatico di cose utili 「役立つもの販売機」 - Yakudatsu mono hanbai ki | 6 marzo 1992      | 28 aprile 2005    |
| 1138  | 401   | Il leone di Nobita 「強いペットがほしい」 - Tsuyoi petto ga hoshii                       | 13 marzo 1992     | 29 aprile 2005    |
| 1139  | 402   | Il flauto Gabriel 「ハメルンチャルメラ」 - Hameruncharumera                              | 20 marzo 1992     | 2 maggio 2005     |
| 1140  | 403   | Lo spray rivedo 「残像実体化スプレー」 - Zanzou jittai ka supurē                         | 27 marzo 1992     | 3 maggio 2005     |
| 1141  | 404   | Il cambiaoggetti 「アスレチックシール」 - Asurechikku shīru                              | 10 aprile 1992    | 4 maggio 2005     |
| 1142  | 405   | L'album tridimensionale 「立体アルバム」 - Rittai arubamu                                | 17 aprile 1992    | 5 maggio 2005     |
| 1143  | 406   | Il giardino botanico 「バイオ植木カン」 - Baio ueki kan                                  | 24 aprile 1992    | 6 maggio 2005     |
| 1144  | 407   | Scambio di mamme 「家族合わせケース」 - Kazoku awase kēsu                                | 1º maggio 1992    | 9 maggio 2005     |
| 1145  | 408   | Un giorno di libertà 「石ころになりたい」 - Ishikoro ni nari tai                         | 8 maggio 1992     | 10 maggio 2005    |
| 1146  | 409   | La matita "ghe pensi mi" 「コンピューターペンシル」 - Konpyūtā penshiru                  | 15 maggio 1992    | 11 maggio 2005    |
| 1147  | 410   | Lo zio innamorato 「おじさんの片思い」 - Ojisan no kataomoi                              | 22 maggio 1992    | 12 maggio 2005    |
| 1148  | 411   | L'invasione delle cavallette 「反省バッタ」 - Hansei batta                               | 29 maggio 1992    | 13 maggio 2005    |
| 1149  | 412   | Educazione alimentare 「ハラペコおにぎり」 - Harapeko onigiri                            | 5 giugno 1992     | 16 maggio 2005    |
| 1150  | 413   | La fatica di studiare 「アンキパン」 - Ankipan                                           | 12 giugno 1992    | 17 maggio 2005    |
| 1151  | 414   | Le grandi scoperte 「夢とロマンを探索モグラ」 - Yume to roman o tansaku mogura           | 19 giugno 1992    | 18 maggio 2005    |
| 1152  | 415   | L'orologio della nonna 「ミニミニロボット」 - Miniminirobotto                            | 26 giugno 1992    | 19 maggio 2005    |
| 1153  | 416   | Salviamo quel cane 「ムク元気になって」 - Muku genki ni natte                            | 3 luglio 1992     | 20 maggio 2005    |
| 1154  | 417   | Nobita campione di sumo 「横綱のび太」 - Yokoduna Nobita                                 | 10 luglio 1992    | 23 maggio 2005    |
| 1155  | 418   | Viaggio in sottomarino 「ジャンピング潜水艦」 - Janpingu sensui kan                      | 17 luglio 1992    | 24 maggio 2005    |
| 1156  | 419   | Una gomma da masticare miracolosa 「ガムで身代わり」 - Gamu de migawari                  | 24 luglio 1992    | 25 maggio 2005    |
| 1157  | 420   | Farfallettere 「ちょうちょレター」 - Choucho retā                                        | 31 luglio 1992    | 26 maggio 2005    |
| 1158  | 421   | La dalvivopedia 「ほんもの図鑑でほんものを」 - Hon mo no zukan de hon mono o             | 7 agosto 1992     | 27 maggio 2005    |
| 1159  | 422   | Le scuse di Gian 「ジャイアンを乗っ取ろう」 - Jaian o nottoro u                          | 21 agosto 1992    | 30 maggio 2005    |
| 1160  | 423   | Il cuscino dei sogni 「夢つづき枕」 - Yume tsuduki makura                                | 28 agosto 1992    | 31 maggio 2005    |
| 1161  | 424   | Lezioni di vita 「苦労みそばなし」 - Kurou miso banashi                                  | 4 settembre 1992  | 1º giugno 2005    |
| 1162  | 425   | Alla ricerca delle balene 「ウオッチンググラス」 - Uocchingu gurasu                      | 11 settembre 1992 | 3 giugno 2005     |
| 1163  | 426   | Lo smemorino 「わすれろ草を君に」 - Wasurero kusa o kimi ni                              | 18 settembre 1992 | 6 giugno 2005     |
| 1164  | 427   | La guardia del corpo di Suneo 「ボディーガードにご用心」 - Bodīgādo ni go youjin         | 25 settembre 1992 | 7 giugno 2005     |
| 1165  | 428   | Voci e canzoni 「声もんキャンディー」 - Koe mon kyandī                                   | 9 ottobre 1992    | 8 giugno 2005     |
| 1166  | 429   | La casa della lumaca 「のび太はでんでん虫!?」 - Nobita ha dendenmushi!?                  | 16 ottobre 1992   | 9 giugno 2005     |
| 1167  | 430   | Miraggi! 「シャワーでかくれんぼ」 - Shawā de kakurenbo                                   | 23 ottobre 1992   | 10 giugno 2005    |
| 1168  | 431   | Suneo innamorato! 「えりちゃんに会いたい」 - Eri chan ni ai tai                          | 30 ottobre 1992   | 13 giugno 2005    |
| 1169  | 432   | Caramelle e buone azioni 「ウラシマキャンデー」 - Urashimakyandē                         | 6 novembre 1992   | 14 giugno 2005    |
| 1170  | 433   | Contrattempi 「くろうみそアメ」 - Kurou miso ame                                         | 13 novembre 1992  | 15 giugno 2005    |
| 1171  | 434   | La storia commovente 「ジーンマイク」 - Jīn maiku                                        | 20 novembre 1992  | 16 giugno 2005    |
| 1172  | 435   | Per un cesto di cachi 「お星様にお願い」 - O hoshi sama ni onegai                        | 27 novembre 1992  | 17 giugno 2005    |
| 1173  | 436   | Guerra ai dischi volanti 「のび太はニクメない？」 - Nobita ha nikume nai?                | 4 dicembre 1992   | 29 agosto 2005    |
| 1174  | 437   | Un supereroe per Nobita 「ヘルプマン登場」 - Herupu man toujou                           | 11 dicembre 1992  | 30 agosto 2005    |
| 1175  | 438   | Il foulard dei ricordi 「スカーフの思い出」 - Sukāfu no omoide                           | 18 dicembre 1992  | 31 agosto 2005    |
| 1176  | 439   | L'ipnosi 「さいみん術で勉強を！」 - Sai min jutsu de benkyou o!                          | 25 dicembre 1992  | 1º settembre 2005 |

## Speciali
| Nº  | Giapponese 「Kanji」 - Rōmaji - Traduzione letterale                                                     | In onda        | In onda  |
| Nº  | Giapponese 「Kanji」 - Rōmaji - Traduzione letterale                                                     | Giapponese     | Italiano |
| S61 | 「南の島へ出かけよう」 - Minami no shima e dekakeyou – "Un viaggio nell'isola del sud"                   | 3 aprile 1992  | inedito  |
| S62 | 「うつつ枕で天才少年」 - Utsutsu-makura de tensai shōnen – "Un ragazzo geniale con un cuscino depresso!" | 14 agosto 1992 | inedito  |
| S63 | 「あべこべの星」 - Abekobe no hoshi – "Il pianeta opposto"                                               | 2 ottobre 1992 | inedito  |